# Parapiptadenia
Parapiptadenia là một chi thực vật có hoa trong họ Đậu.